# 拉兰提娜
拉兰提娜（英語：Larentina）。古罗马女性神祇之一。凭借古罗马诗人奥维德对她的著述而闻名遐迩。由于其与其他古罗马神祇之间的多姿多彩的关系和特性常为古罗马的宗庙与其他的艺术作品中有所反映，影响深远。